# Ocotea glaucosericea
Ocotea glaucosericea là một loài thực vật thuộc họ Lauraceae. Loài này có ở Costa Rica và Panama.